# وصيه الحور (الرضمة)

تعديل مصدري - تعديل

وصيه الحور محلة تابعة لقرية المصنعة، التابعة لعزلة أزال بمديرية الرضمة إحدى مديريات محافظة إب في الجمهورية اليمنية.، بلغ تعداد سكانها 26 حسب تعداد اليمن لعام 2004.